# Je suis venu te dire que je m'en vais
Ne doit pas être confondu avec Je suis venue te dire que je m'en vais - Sheila live à l'Olympia 89.
Singles de Serge Gainsbourg
Sex-Shop
(1972) Rock Around the Bunker
(1975)
Pistes de Vu de l'extérieur
Vu de l'extérieur
(2)
Je suis venu te dire que je m'en vais est une  chanson écrite, composée et interprétée par Serge Gainsbourg, parue sur l'album Vu de l'extérieur et en single à la fin de l'année 1973. 
La chanson est écrite par l'artiste peu après son hospitalisation après une crise cardiaque, dont les paroles font référence au poème Chanson d'automne de Paul Verlaine.
Bien qu'ayant obtenu un succès d'estime lors de sa sortie, la chanson est devenue au fil des années un classique du répertoire de Gainsbourg.

## Historique
En 1973, Gainsbourg fait un premier infarctus, frôlant la mort. Hospitalisé une semaine, il a l'inspiration de ce qui allait donner Je suis venu te dire que je m'en vais. Les paroles font référence à Chanson d'automne, poème de Paul Verlaine, dont il cite certains vers, tout en en réarrangeant l'ordonnance. Gainsbourg enregistre les pleurs de Jane Birkin, pour accentuer l'effet dramatique du titre.
Il est alors en couple avec Jane Birkin, dont il a eu une petite fille, Charlotte. Serge Gainsbourg explique alors au journaliste Michel Lancelot : « Quand tout va mal, il faut chanter le bel amour. Quand tout va bien, chanter les ruptures et les atrocités ». La chanson s'adresse en réalité à Françoise-Antoinette Pancrazzi, sa seconde épouse et mère de ses deux premiers enfants.

## Sortie et accueil
Je suis venu te dire que je m'en vais sort en single 45 tours en octobre 1973 comme premier et unique extrait de l'album Vu de l'extérieur, qui paraîtra le mois suivant. Le titre passe en radio et connaît un bon accueil, avec une 11e place du hit-parade RTL et la 20e place du hit-parade d'Europe 1 au début de l'année 1974. Bien qu'il soit devenu un tube radiophonique, la chanson ne rencontre pas de véritable succès dans les hit-parades, se contentant d'une 45e place dans le classement des meilleures ventes de singles, où il fut classé sept semaines à partir du 20 janvier 1974. L'accueil est également modéré dans la région wallonne de Belgique, atteignant la 35e place début mars 1974, mais parvient à atteindre la 7e place au Québec, où il s'est classé durant quinze semaines à partir du 4 mai 1974. 
Le succès d'estime permettra à Gainsbourg d'en faire une auto-parodie à la demande de Jacques Martin pour Le Petit Rapporteur sous le titre Je suis venu te dire que l'UDR renaît.
La réédition du single à l'occasion du vingtième anniversaire du décès de Gainsbourg lui permet d'atteindre la 73e position du Top 100 Singles pendant une semaine.

### Classements hebdomadaires
| Classement (1974)                       | Meilleure place |
| --------------------------------------- | --------------- |
| Québec (BANQ)                           | 7               |
| Belgique (Wallonie Ultratop 50 Singles) | 35              |
| France (IFOP)                           | 45              |

| Classement (2010-11)                                           | Meilleure place |
| -------------------------------------------------------------- | --------------- |
| France (SNEP)                                                  | 73              |
| Belgique (Wallonie Ultratop 50 Singles) Back Catalogue Singles | 7               |

## Reprises
En 1981, le groupe belge Jo Lemaire + Flouze reprend cette chanson sur son troisième album, Pigmy World. Sortie en 45 tours, cette reprise synthpop, sous le titre Je suis venue te dire que je m'en vais, remporte un franc succès tant en Belgique qu'en Europe (29e du hit-parade en France en 1982).
En 1988, lors d'une émission avec Patrick Sébastien, les Petits Chanteurs d'Asnières interprètent On est venus te dire qu'on t'aime bien sur l'air de Je suis venu te dire que je m'en vais, avec un verre de jus de pomme dans une main et une cigarette en chocolat dans l'autre, en hommage à Serge Gainsbourg qui n'y résiste pas et fond en larmes, entraînant l'émotion du public et du présentateur.
En 1989, la chanteuse Sheila reprend le titre chaque soir au final de sa série de concerts à l'Olympia pour annoncer à son public son désir de quitter la chanson, en précisant toutefois à chaque fois avant de la chanter "Il y a deux choses difficiles à dire dans la vie, c'est Je t'aime, et Je pars. Sachez avant tout que je vous aime, très fort". Sa reprise paraîtra quelques semaines plus tard sur son double-album en public intitulé Je suis venue te dire que je m'en vais-Sheila à l'Olympia 89.
En 1991, Jane Birkin reprend le titre lors de son concert au Casino de Paris, deux mois après le décès de Gainsbourg, qui sera enregistrée pour un album live. La chanson sort en single l'année suivante et se classe cinq semaines au Top 50.
L'artiste malien Salif Keïta reprend le titre en 1997 sur son album Sosie.
Le groupe de reggae languedocien Regg'Lyss reprend le titre en 1997 dans l'album Le monde tourne.
Le titre est repris de manière parodique lors de la dernière émission des Guignols de Canal+ le 22 juin 2018,,.
En 2018, Alpha Blondy, de son vrai nom Seydou Koné,  chanteur auteur-compositeur et musicien reggae ivoirien, reprend également la chanson originale. 
Le titre sera aussi repris par Myth Syzer.
Le duo Amadou et Mariam reprend la chanson lors de la cérémonie de clôture des Jeux paralympiques de Paris le 8 septembre 2024, accompagné d'un quatuor à cordes dans le jardin des Tuileries.

## Adaptations
En 2006, une version italienne Sono venuto a dirti che vado via est enregistrée par le chanteur Giangilberto Monti (it).
Alpha Blondy a enregistré une version reggae pour son album "Human Race" (2018)